# Ben Dschawad
Koordinaten: 30° 48′ N, 18° 5′ O
Ben Dschawad, arabisch بن جواد Bin Ğawād, ist eine Stadt im Munizip Surt in Libyen mit etwa 10.000 Einwohnern (Stand März 2011). Sie liegt am Mittelmeer zwischen Bengasi im Osten und Misrata im Westen. Die nächstgelegenen Ortschaften sind an-Nawfaliyah etwa 20 km westlich und As-Sidr etwa 30 km südöstlich von Ben Dschawad.

## Geschichte
Im Zuge des Bürgerkriegs in Libyen 2011 kam es in Ben Dschawad zu heftigen Kämpfen. Die Stadt soll am 7. März unter die Kontrolle von Regierungstruppen gekommen sein. Nach Agenturberichten wurde sie am 27. März 2011 von den Rebellen wieder zurückerobert die sie am 30. März abermals aufgeben mussten.
Anfang März 2012 wurde in Ben Dschawad ein Massengrab mit 163 Leichen entdeckt. Sie waren vermutlich Opfer des Bürgerkriegs.